# Чжан Хен
Чжан Хен (78 — 139) —  китайський науковець, астроном, географ, картограф, поет, державний службовець часів династії Рання Хань.

## Життєпис
Походив з аристократичної родини. Народився в місті Сіе, що на північ від сучасного міста Наньян, провінції Хенань. Коли Чжану було десять років, його батько помер, залишивши сина на піклування матері та бабусі. Удома здобув початкову освіту, став складати вірші. У 95 році переїжджає до Чан'аня, а згодом до Лояна. Тут він вчився в імператорській академії Тай сюе. Чжан Хен став добре розбиратися в класиці, затоваришував з відомими постатями тогочасного Китаю — математиком і каліграфом Цуй Юанєм, коментатором філософських трактатів Ма Жуном, філософ Ван Фу. Влада запропонувала Чжан Хену посаду одного з Трьох Великих Панів, але той відмовився. Тоді у 103 році отримав іншу посаду «Чиновник Достоїнства у Наньяні» при губернаторі Бао Де. На цій посаді Чжан складав офіційні документи для губернатора, відбирав посадових осіб. У 111 році Бао Де призначили міністром фінансів та відкликали до столиці. Після цього Чжан Хен повернувся до дому у Сіе, де зайнявся наукою та літературною діяльністю.
У 112 році його викликають до столиці, призначають до Імператорського Секретаріату на посаду лан чжун — радника з культури та просвіти. У 115 році призначається на посаду тай ши лін — придворного історіографа та астролога, що входила до системи Дев'яти Міністрів. Також Чжан Хен відповідав за грамотність кандидатів до Імператорського Секретаріату й цензорату. У 122 році отримує одну з найвищих посад — си чжун. У 123 році брав участь у розгляді можливості складання нового календаря. Утім, під час цього виникли суперечки, внаслідок чого Чжан Хена відсторонили від цієї роботи. Однак за імператора Шунь-ді у 126 році Чжан Хена призначено головним астрологом імперії. З часом вплив Чжан Хен на імператора зростав, у 133 році він отримав посаду імператорського радника й право усюди супроводжувати імператора. У 136 році запропонував імператорові позбавитися впливу євнухів. Проте під час цього протистояння зазнав невдачі. Його було заслано до Хецзяня (частина сучасної провінції Хебей) на посаду канцлера. Тут Чжан Хен, імовірно, помер у 139 році.

## Наукова діяльність
Був відомим математиком. Він підкорегував значення числа пі, запропонувавши два його еквіваленти:1) 92/29 ≈ 3,1724…; 2) {\displaystyle {\sqrt {10}}} ≈ 3,1622…
У 116 році Чжан Хен створив працю з картографії під назвою «Роздуми щодо нових розрахунків з висоти пташиного польоту», в якій сформулював принцип прямокутної системи координат.
У 117 році Чжан Хен вдосконалив будову клепсідри, додавши ще одну ємність для компенсації падіння тиску в резервуарі.
У своїй публікації з астрономії у 120 році під назвою «Духовні Основи Всесвіту» (灵 宪) Чжан Хен припустив, що Всесвіт, наче «яйце кругле, як кулька арбалету» із зірками на корпусі, а Земля як центральний жовток. Також склав каталог з 2500 зірок, визначивши 124 сузір'їв.
У 124 році розробив колісницю-компас або механічний одометр з шестерними, диференційними передачами, що тоді отримала назву «барабанна колісниця».
У 125 році написав наукову працю «Апарат для обертання армілярної сфери за допомогою води», де виклав принцип обертання армілярної сфери (небесного глобусу) за допомогою гідравліки.
У 132 році розробив сейсмограф, що визначав можливість землетрусу на відстані від 400 до 500 км.
Цікавився історією. Порівняв історії, складені Сима Цянєм та Бань Гу, заявивши, що вони частково не збігаються із старовинними текстами.
Займався географічними розвідками. Склав поему «Пан Заснований-На-Нічому», яка містить детальну інформацію про місцевість, палаци, мисливські парки, ринки й відомі будівлі у місті Чан'ань. В іншій праці про місто Наньян подається опис садів, що заповнені з навесні часником, влітку — пагонами бамбука, восени — цибулею-пореєм, взимку — ріпаком, ріпою, перілом, еводією та фіолетовим імбиром.

## Літературна діяльність
Складав вірші у жанрі фу. Відомі так звані «південні», «західні» та «східні» столичні гімни. У доробку Чжан Хена є також «Вірш на спогляданні таємниці» і «Вірш на повернення у поля». Останній поєднує даоські ідеї та конфуціанство, ставши попередником пізнішої китайської метафізичної поезії природи. Цікавим є набір з чотирьох коротких ліричних віршів (诗) під назвою «Чотири печалі». Інша поема, «Усталення Пристрасті», присвячена привабливим та зразковим жінкам. Відомим твором Чжан Хена є весільний гімн «Пісня про співзвучність».
Був одним з першим письменників, що творив у жанрі шелун, особливість якого полягала у письмовому діалозі між автором і уявним співрозмовником (або реальною людиною з оточення). Прикладом цього є твір Чжан Хена «Відповідь щодо мого неробства».
Вивчав філософські праці, зробив коментар до твору Ян Сюна «Тай сюань цзін» («Канон Великої таємниці»).